# Trojklaný nerv
Trojklaný nerv (latinsky: nervus trigeminus), je V. párový hlavový nerv (nervi craniales), který zajišťuje citlivost obličeje a přilehlých částí hlavy a inervuje žvýkací svaly (m. tensor veli palatini, m. tensor tympani). Je to nejsilnější hlavový nerv. Neuralgie trojklaného nervu je velmi bolestivé chronické onemocnění.
Trojklaný nerv vychází z Varolova mostu a prochází po spodině mozku. Do povrchových oblastí hlavy přichází ve spánkové oblasti, kde se rozšiřuje v uzlinu ganglion trigeminale. Z ní se pak dělí na 3 hlavní větve:
- oftalmickou (nervus ophthalmicus) – vystupuje nad očnicí
- maxilární (nervus maxillaris) – nad horní čelistí
- mandibulární (nervus mandibularis) – v dolní čelisti

Zajišťuje přenos všech vjemů z celé přední části hlavy – nejen povrchové oblasti obličeje, ale také z vnitřních částí (dutina ústní nebo nosní), z přední části jazyka, z přední poloviny mozkových plen a ze zubů. Ovládá také většinu žvýkacích svalů.